# Barges (Haute-Saône)
Barges é uma comuna francesa na região administrativa de Borgonha-Franco-Condado, no departamento de Alto Sona. Estende-se por uma área de 7,91 km². Em 2010 a comuna tinha 97 habitantes (densidade: 12,3 hab./km²).